# Эвен-Шошан, Авраам
Авраа́м Э́вен-Шоша́н (фамилия при рождении Розенштейн; 25 декабря 1906, Минск — 8 августа 1984, Иерусалим) — израильский лексикограф, педагог, писатель, переводчик, редактор. Лауреат Премии Израиля за 1978 год.

## Биография
Родился в Минске в семье Хаима Давида Розенштейна и Розы Финкель (дочери раввина Шломо Финкеля). Отец Авраама, основатель первого в Минске учебного заведения типа «хедер метукан» и составитель учебников и молитвенников, также был известен как детский писатель, работавший на иврите. В юности Авраам примкнул к сионистской организации «Хе-Халуц».
В 1925 году Авраам эмигрировал в Эрец-Исраэль. Окончил учительскую семинарию в Иерусалиме, а затем (в 1943 году) Еврейский университет, после чего совмещал преподавательскую работу с литературным творчеством. Печатался в детском журнале «Итонену», где с 1932 по 1936 год также был редактором. Среди работ Эвен-Шошана детские стихи, рассказы и пьесы, научно-популярные книги на иврите, а также переводы на этот язык детской литературы с других языков (в первую очередь с русского). В рамках педагогической деятельности он занимал директорский пост в ряде школ, с 1951 по 1954 год — должность заведующего отделом языка иврит министерства образования и культуры, а с 1954 по 1968 год — должность директора педагогического колледжа им. Д. Елина в Иерусалиме.
Авраам Эвен-Шошан наиболее известен как лексикограф. Свою работу над новым полным словарём языка иврит он начал ещё в 1930-е годы, и в 1947-1958 году вышло первое пятитомное издание этого словаря, сразу ставшее общепризнанным. В 1966-1971 годах вышло новое доработанное семитомное издание словаря Эвен-Шошана, а всего словарь выдержал десятки переизданий в различных модификациях и лёг в основу переводных словарей, в том числе советского иврит-русского словаря Шапиро 1963 года. В 1977 году увидела свет подготовленная Эвен-Шошаном новая конкорданция к Торе, дополненная и переизданная в 1988 году.
В 1978 году Эвен-Шошан стал лауреатом Государственной премии Израиля. Он также являлся лауреатом премии имени Бялика и членом-корреспондентом Академии языка иврит.